# Бейли (округ)
Округ Бейли (англ. Bailey County) расположен в США, штате Техас. Официально образован в 1876 году и назван в честь Питера Джеймса Бейли — солдата техасских сил, погибшего в битве за Аламо. По состоянию на 2010 год, численность населения составляла 7165 человек. Окружным центром является город Мьюлшу.
Округ Бейли входит в число 46 округов Техаса с действующим сухим законом или ограничениями на продажу спиртных напитков.

## География
По данным Бюро переписи США, общая площадь округа равняется 2143 км², из которых 2141 км² суша и 2 км² или 0,08 % это водоёмы.

### Соседние округа
- Карри (северо-запад)
- Кокран (юг)
- Лам (восток)
- Пармер (север)
- Рузвельт (запад)

### Национальные охраняемые территории
- национальный заповедник Грулла (часть)
- национальный заповедник Мьюлшу[2]

## Демография
По оценкам бюро переписи населения США 2018 года в округе проживало 7092 жителя, в составе 2111 хозяйств и 1564 семьи. Насчитывалось 2545 жилых домов. По расовому составу население состояло из 83,4 % белых, 0,8 % чёрных или афроамериканцев, 1,1 % коренных американцев, 1 % азиатов, 13,6 % прочих рас, и 0,2 % представители двух или более рас. 64,3 % населения являлись испаноязычными или латиноамериканцами.
Из 2111 хозяйств 39,1 % воспитывали детей возрастом до 18 лет, 56,3 % супружеских пар живших вместе, в 14,3 % семей женщины проживали без мужей, 25,9 % не имели семей. На момент переписи в 23,7 % домохозяйств жил один человек, из них 14,5 % лица старше 65 лет. В среднем на каждое хозяйство приходилось 3,27 человека, среднестатистический размер семьи составлял 3,65 человека.
Показатели по возрастным категориям в округе были следующие: 29,7 % жители до 20 лет, 34,5 % от 20 до 45 лет, 21,7 % от 45 до 65 лет, и 14,1 % старше 65 лет. Средний возраст составлял 33,5 года. На каждых 100 женщин приходилось 105,4 мужчин.
Средний доход на хозяйство в округе составлял 46 485 $, на семью — 52 674 $. Среднестатистический заработок мужчины был 40 411 $ против 28 184 $ для женщины. Доход на душу населения был 21 449 $. Около 9,9 % семей и 14,5 % общего населения находились ниже черты бедности. Среди них было 19,8 % тех кому ещё не исполнилось 18 лет, и 9,5 % тех кому было уже больше 65 лет.

## Политическая ориентация
На президентских выборах 2016 года Дональд Трамп получил 75,3 % голосов избирателей против 22,3 % у кандидата от демократов Хиллари Клинтон.
В Техасской палате представителей округ Бейли числится в составе 88-го района. С 2013 года интересы округа представляет республиканец Кен Кинг из Пампы.

## Населённые пункты

### Города, посёлки, деревни
- Мьюлшу

### Немуниципальные территории
- Бьюла
- Инокс
- Мейпл
- Нидмо

### Заброшенные населённые пункты
- Верджиния-Сити

## Образование
Большую часть жителей Бейли обслуживает школьный округ Мьюлшу, деятельность которого частично распространяется и на соседние округа. В свою очередь школьные округа Фаруэлл и Судан, размещённые в соседних округах Пармер и Лэмб, осуществляют свою деятельность в небольших участках Бейли.

## Достопримечательности
Национальный заповедник Мьюлшу, открытый в 1935 году, считается старейшим в Техасе.
История округа представлена в экспозиции музея наследия Мьюлшу в одноимённом городе.

## Галерея
|                       |                                              |                                     |
| Мьюлшу. Центр города. | Стая канадских журавлей в заповеднике Мьюлшу | Рекламный щит музея наследия Мьюлшу |